# 王令
王令（1032年—1059年），字逢原，初字鍾美，原籍大名元城（今屬河北大名縣），長於廣陵（今江蘇揚州市），故以廣陵人自居。宋朝詩人。
幼年喪父，由叔父王乙養育。少年行為不檢，後折節讀書，在天长、高邮等地以教学為業。宋仁宗至和元年（1054年）與王安石友好，譽為“可以任世之重而有功于天下”，以妻妹許之。錢鍾書稱他“宋代裡氣概最闊大的詩人”。惜才高命短，卒於嘉祐四年（1059年），年僅二十八。
著有《廣陵先生文集》、《十七史蒙求》。